# Staurogyne major
Staurogyne major är en akantusväxtart som beskrevs av Raymond Benoist. Staurogyne major ingår i släktet Staurogyne och familjen akantusväxter. Inga underarter finns listade i Catalogue of Life.